# Camabatela
Camabatela – miasto w Angoli, w prowincji Kwanza Północna. Ośrodek administracyjny hrabstwa Ambaca. Liczy 12 837 mieszkańców. Zostało założone przez Portugalczyków w 1611 roku jako wioska, w 1934 nabyło prawa miejskie. Główny ośrodek hodowli bydła w Angoli. 